# Henry Norris Russell Lectureship
O Henry Norris Russell Lectureship é concedido anualmente pela American Astronomical Society em reconhecimento à excelência em pesquisa astronômica.

## Conferencistas laureados
- 1946 Henry Norris Russell
- 1947 Walter Sydney Adams
- 1948 No award
- 1949 Subrahmanyan Chandrasekhar
- 1950 Harlow Shapley
- 1951 Jan Hendrik Oort
- 1952 No award
- 1953 Enrico Fermi
- 1953 Lyman Spitzer
- 1954 No award
- 1955 Paul Merrill
- 1956 Joel Stebbins
- 1957 Otto Struve
- 1958 Walter Baade
- 1959 Gerard Kuiper
- 1960 Martin Schwarzschild
- 1961 William Wilson Morgan
- 1962 Grote Reber
- 1963 William Alfred Fowler
- 1964 Ira Sprague Bowen
- 1965 Bengt Strömgren
- 1966 Richard Tousey
- 1967 Otto Neugebauer
- 1968 John Gatenby Bolton
- 1969 Eugene Parker
- 1970 Jesse Leonard Greenstein
- 1971 Fred Hoyle
- 1972 Allan Rex Sandage
- 1973 Leo Goldberg
- 1974 Edwin Ernest Salpeter
- 1975 George Herbig
- 1976 Cecilia Payne-Gaposchkin
- 1977 Olin Chaddock Wilson
- 1978 Maarten Schmidt
- 1979 Peter Goldreich
- 1980 Jeremiah Paul Ostriker
- 1981 Riccardo Giacconi
- 1982 Bart Bok
- 1983 Herbert Friedman
- 1984 Margaret Burbidge
- 1985 Olin J. Eggen
- 1986 Albert Whitford
- 1987 Fred Whipple
- 1988 Gérard de Vaucouleurs
- 1989 Icko Iben
- 1990 Sidney van den Bergh
- 1991 Donald Edward Osterbrock
- 1992 Lawrence Aller
- 1993 James Peebles
- 1994 Vera Rubin
- 1995 Robert Kraft
- 1996 Gerald Neugebauer
- 1997 Alastair Cameron
- 1998 Charles Hard Townes
- 1999 John Norris Bahcall
- 2000 Donald Lynden-Bell
- 2001 Wallace Sargent
- 2002 George Wallerstein
- 2003 George Wetherill
- 2004 Martin Rees
- 2005 James Gunn
- 2006 Bohdan Paczyński
- 2007 David L. Lambert
- 2008 Rashid Sunyaev
- 2009 George W. Preston
- 2010 Margaret Geller
- 2011 Sandra Faber
- 2012 William David Arnett
- 2013 Kenneth Freeman
- 2014 George Field
- 2015 Giovanni Fazio
- 2016 Christopher McKee
- 2017 Eric Becklin
- 2018 Joseph Silk
- 2019 Ann Merchant Boesgaard
- 2020 Scott Tremaine
- 2021 Nicholas Scoville[1]